# Oestertalsperre
Die Oestertalsperre befindet sich im Märkischen Kreis, Nordrhein-Westfalen, nördlich vom Kamm des Ebbegebirges auf dem Gebiet der Stadt Plettenberg. Sie besitzt eine Gewichtsstaumauer aus Bruchstein mit einer Mauerhöhe von 36 Metern bei einer Kronenbreite von 4,5 Metern und einer Kronenlänge von 231 Metern. Beim Stauziel beträgt das Fassungsvermögen 3,1 Millionen m³ und die Oberfläche 24,5 Hektar.

## Geschichte
Die Talsperre wurde 1904–1906 von der eigens dafür gegründeten Oestertalsperren-Genossenschaft nach einem Entwurf des renommierten Bauingenieurs und Talsperren-Experten Otto Intze (Professor an der Technischen Hochschule Aachen) unter Bauleitung durch Regierungsbaumeister Rudolf Schäfer errichtet. Nachdem mehrere mit der Ausführung beauftragte Baugeschäfte in Konkurs gegangen waren, übernahm die Bauunternehmung Boswau & Knauer den Bau der Talsperre, die am 31. Juli 1907 in Betrieb genommen wurde.

## Beschreibung

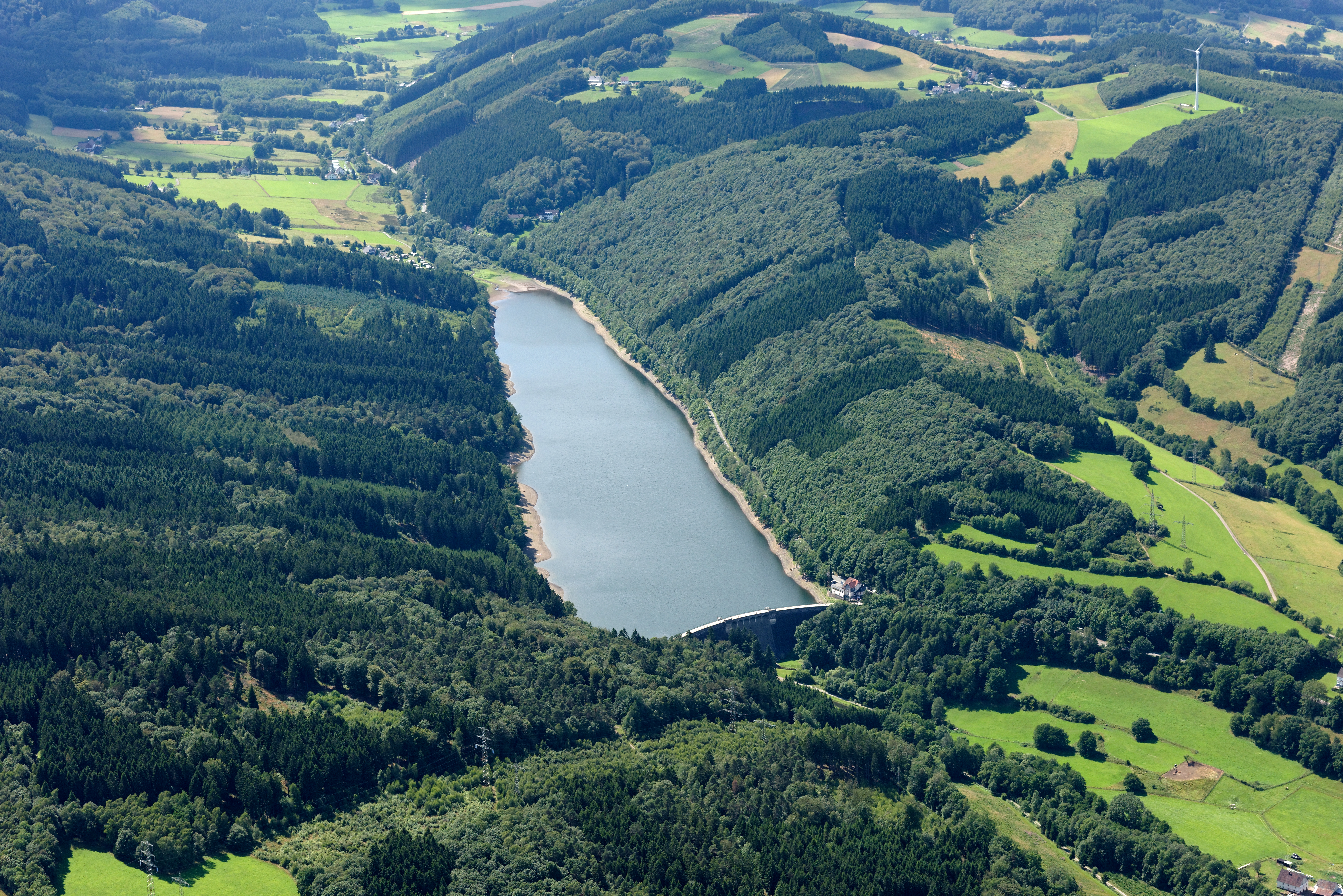
Luftaufnahme

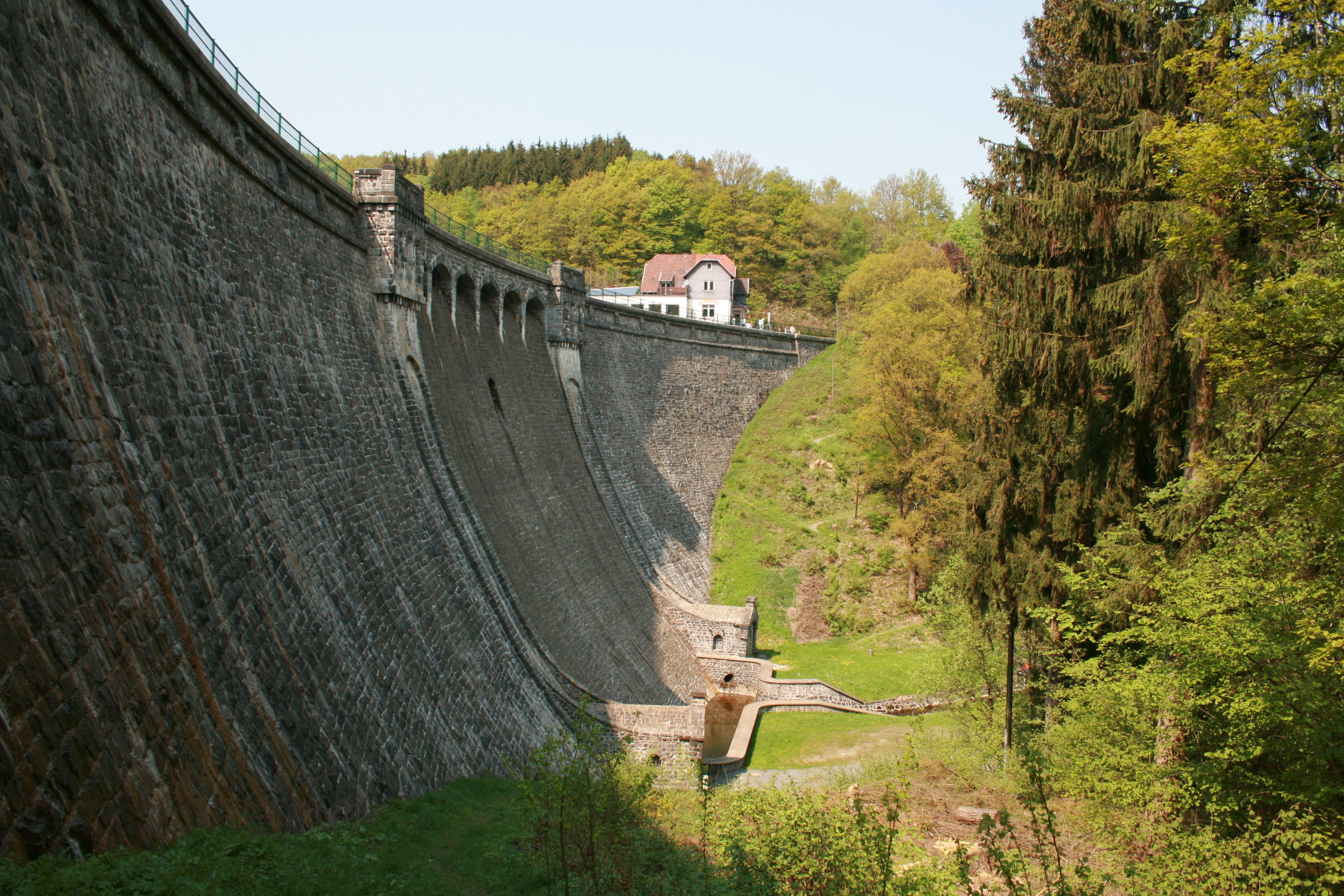
Staumauer

Anlass für den Bau der Talsperre war die Regulierung des Oesterbachs, da dieser für die wirtschaftliche Entwicklung in der Region eine wichtige Rolle spielte. Bei großer Trockenheit kamen die am Oesterbach gelegenen und mittels Wasserkraft betriebenen Fabriken oft in arge Verlegenheit. Wenn dagegen im Herbst oder Frühjahr große Wassermassen zu Tal stürzten, bangten die Fabrikbesitzer um ihre Anlagen.
Gestaut wird der Oesterbach; die Anlage gehört dem Oesterwasserverband. Heute dient sie der Regulierung des Wasserstandes der Ruhr sowie der Brauchwasser-Entnahme für einige in Plettenberg ansässigen Unternehmen sowie als Erholungsgebiet. Ein Campingplatz sowie eine Gaststätte sind vorhanden. Der etwa 2,6 km lange Rundweg ist für Spaziergänge nur bedingt zu empfehlen, da er auf etwa der Hälfte der Länge am Rande der Landstraße entlangführt. Anstatt den Rückweg entlang der Landstraße zu nehmen, kann man auch einen parallel verlaufenden Waldweg wählen, der dann allerdings keinen Blick auf die Talsperre mehr bietet.